# Can Vendrell de Su
Can Vendrell de Su, és una casa del nucli de Su que forma part de l'Inventari del Patrimoni Arquitectònic Català de Riner (Solsonès). A tocar hi trobem el Carrer Fosc de Su que també forma part de l'nventari de patrimoni català.

## Descripció

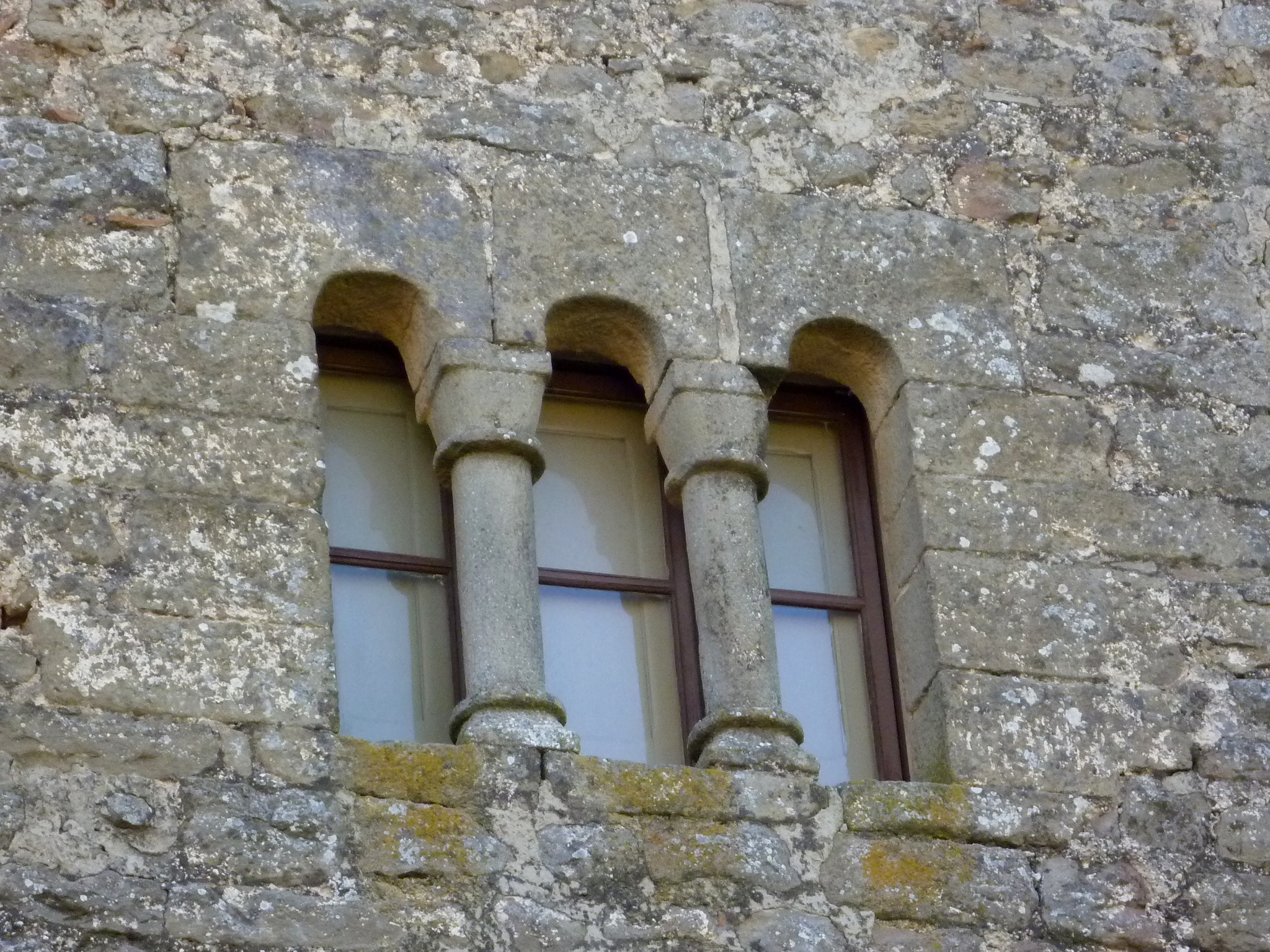
Detall d'una finestra

Masia de planta rectangular, amb teulada a doble vessant. Consta de planta baixa i dos pisos. La façana principal, orientada a la cara sud, té una porta d'arc de mig punt dovellada, una porta llindada amb un arc gòtic a sobre i, al primer pis, una finestra emmarcada per dues columnes, que tenen la part inferior decorada i un arc conopial. Hi ha petites obertures allindanades a les quatre cares. A la cara sud, hi ha una gran finestra emmarcada per columnes amb la part inferior decorada i a sobre un guardapols en forma de ziga-zaga; a sobre del guardapols hi ha una au en relleu amb una inscripció. A la cara nord-oest, hi ha una gran terrassa a la part superior. La cara oest pertany a la primera fase d'edificació de la casa i hi ha un finestral romànic, bipartit per una petita columna i amb arcs de mig punt. L'interior està molt reformat; la planta baixa té sòl de pedra i coberta amb volta de canó. Adossades a la casa hi ha dues masies del segle xv (1497), Can Miquel i Can Grà. El parament és de carreus irregulars, no en filades.

### Notícies històriques
La casa Vendrell correspon a la dels antics castlans del lloc. Al segle xi, pertany als senyors de Cervera, posteriorment passà als vescomtes de Cardona, però dins el comtat d'Urgell. Al segle xvi (1511), és quan es varen fer grans reformes a la casa per engrandir-la i passà ja a anomenar-se Can Vendrell. Construí la casa Jorba de Barcelona. Abans de fer aquesta ampliació del castell, l'any 1497, s'hi construïren dues cases adjuntes: Can Miquel i Can Grà. L'any 1753, mentre es prosseguien les obres a la Casa Gran del Miracle, hi consta com a administrador Saldoni Vendrell i Francesc Thoma.